# Villagonzalo Pedernales
Villagonzalo Pedernales est une commune d'Espagne dans la communauté autonome de Castille-et-León, province de Burgos. Elle s'étend sur 13,76 km2 et comptait environ 1 637 habitants en 2011.